# Pierre Boutroux
Pierre Boutroux (Paris, 6 de dezembro de 1880 – França, 15 de agosto de 1922) foi um matemático e historiador da ciência francês.
Filho do filósofo Émile Boutroux e sua mulher Aline Catherine Eugénie Boutroux, nascida Poincaré, irmã do matemático Henri Poincaré. Um primo seu foi o mais tarde Presidente da França (1913–1920) Raymond Poincaré.
É conhecido principalmente por seu trabalho sobre história e filosofia da matemática. Na Universidade de Princeton obteve uma cátedra de matemática de 1913 a 1914 e no Collège de France uma cátedra de história da ciência de 1920 a 1922.
Boutroux dá em sua principal obra, Les príncipes de l'analyse mathématique em dois volumes (1914 e 1919), uma visão abrangente de todo o campo da matemática ao longo da história.
Foi palestrante do Congresso Internacional de Matemáticos em Heidelberg (1904), em Roma (1908: L'inversion des fonctions entieres e Sur la relation de l'algèbre à l'analyse mathématique) e em Estrasburgo (1920).

## Publicações
- L'imagination et les mathématiques selon Descartes (1900)
- Sur quelques propriétés des fonctions entières (1903)
- Œuvres de Blaise Pascal, publiées suivant l'ordre chronologique, avec documents complémentaires, introductions et notes, par Léon Brunschvicg et Pierre Boutroux (1908)
- Leçons sur les fonctions définies par les équations différentielles du premier ordre, professées au Collège de France (1908) Online-Text
- Les principes de l'analyse mathématique, exposé historique et critique (Band 1 1914, Band 2 1919) Online-Text 1 2
- L'Idéal Scientifique des Mathématiciens dans l'Antiquité et dans les Temps Modernes (1920) Online-Text. Deutsche Ausgabe mit erläuternden Anmerkungen von H. Pollaczek-Geiringer: Das Wissenschaftsideal der Mathematiker, B.G. Teubner, Leipzig und Berlin 1927.
- Les mathématiques (1922)